# Niccolò da Montefeltro
Niccolò da Montefeltro (1319 – 1367) è stato un condottiero e capitano di ventura italiano.

Stemma della famiglia Da Montefeltro

Da non confondere con un suo omonimo, morto nel 1348, figlio naturale di Federico I da Montefeltro (come invece avviene in Litta e in Ugolini, 1859)

## Il condottiero
Nel 1338, fu al servizio prima degli Ordelaffi e poi dei Malatesta.
Nel 1351, servì lo Stato della Chiesa e sconfisse i Visconti, poi venne assoldato da Firenze in soccorso ai pontifici contro il prefetto Giovanni di Vico, che sconfisse con la conquista di Viterbo avvenuta nel 1354. L'anno dopo, passò nuovamente al servizio della Chiesa, ma ne abbandonò poi gli stipendi per unirsi al Conte Lando nella battaglia contro il regno di Napoli.
Fu assoldato da Firenze contro Pisa nel 1362, e a capo di 100 cavalieri, distrusse e devastò diversi centri fino ad arrivare alla città avversaria.

## Compagnia del Cappelletto
Nell'agosto del 1362, in seguito alla conquista di Peccioli, chiese ai fiorentini il raddoppio della paga, e quando questi rifiutarono, creò la Compagnia del Cappelletto raccogliendo mille cavalieri italiani, tedeschi e borgognoni. 
Nell'ottobre dello stesso anno conquistò il Castello di Simigni.
(Matteo Villani, Cronica)
A capo della sua compagnia di ventura, nel 1363, tornò al soldo di Firenze prima contro Pisa e poi contro Siena. Dai senesi furono sconfitti nella battaglia della Valdichiana e si allontanarono dal loro territorio. Fu poi assoldato da Perugia, per conto del quale devastò il contado di Todi.
Combatté nel Lazio contro le milizie di Orso Orsini, ma nel 1365, fu costretto a sciogliere la propria compagnia di ventura, perché da tempo era inattiva, e perciò la fece confluire nella Compagnia di San Giorgio.

## Capitano generale dello Stato della Chiesa
Nel febbraio del 1367 fu nominato capitano Generale dello Stato della Chiesa, ma morì in quello stesso anno.